# Bonson (Alpi Marittime)
Bonson (in italiano Bonsone, ormai desueto) è un comune francese di 716 abitanti situato nel dipartimento delle Alpi Marittime nella regione della Provenza-Alpi-Costa Azzurra.
I suoi abitanti sono chiamati Bonsonnois, in italiano Bonsonesi, ed in dialetto nizzardo, lingua parlata localmente (Georges Castellana), il nome del paese è Bounsoun ed i suoi abitanti sono detti lu Bounsounenc.

## Geografia fisica
Issato su un contrafforte del Monte Vial, il villaggio di Bonsone domina le valli del Varo e dell'Estéron dall'alto d'uno sperone roccioso di più di 300 metri d'altezza. Bonsone è situato a un'ora d'auto dalla costa del Mar Mediterraneo e a un'ora dalle stazioni di sport invernali d'Auron ed Isola 2000 nelle Alpi Marittime.

## Storia
Il paese di Bonsone è sempre appartenuto alla Contea di Nizza e faceva parte della grande Diocesi di Glandèves.
Fino alla costruzione della strada che mena a Puget-Théniers seguendo il Varo, per andare da Nizza a Puget-Théniers occorreva passare attraverso Aspremont Castagniers, Saint-Martin-du-Var, guadare il fiume Varo, inerpicarsi a Bonson e continuare per Revest-les-Roches, Toudon, Ascros e Puget-Théniers.
Da Bonson si poteva risalire l'Estéron, e da Puget-Théniers si accedeva alla valle d'Entraunes. Nel 1675, gli abitanti chiedono la costruzione del ponte di Bonsone, sul Varo. Il signore di Giletta, che possedeva il diritto di barca sul passaggio del Varo, s'oppose a tale costruzione.
Il governatore di Nizza, don Antonio di Savoia, è invece favorevole per migliorare il commercio, cosicché il ponte viene costruito a partire dal 1677, ma non ha resistito alle piene del Varo e non esiste già più nel 1700. Un nuovo ponte era stato realizzato, ma sprofonda nel 1829, per cui è stato rimpiazzato dal ponte Carlo Alberto, ponte sospeso costruito dal 1849, fino al suo collaudo nel novembre 1852.
Un cenno storico merita Don Antonio di Savoia che ordinò la costruzione del primo ponte di Bonson nel 1677, ed era figlio naturale ma illegittimo di Carlo Emanuele I di Savoia, e fu governatore di Nizza nel 1675, oltre che un religioso savoiardo, abate dell'abbazia di Sacra di San Michele, in Val di Susa in Piemonte, poi dell'abbazia d'Aulps, ed infine dell'abbazia di Altacomba (Hautecombe) in Savoia, dove è sotterrato.
Antonio di Savoia è uno dei sei figli naturali del Duca Carlo Emanuele I di Savoia che Samuel Guichenon ha recensito nella sua Storia genealogica della Casa reale di Savoia (opera in originale: Histoire généalogique de la Maison royale de Savoie). Secondo lui, con tre dei suoi fratelli e sorelle tutti illegittimi, don Antonio sarebbe figlio di Margherita di Rossiglione di Châtelard (Marguerite de Rossillon du Châtelard), marchesa di Riva, come confermano gli archivi dell'Abbazia d'Aulps, e sarebbe nato nel 1626.
A partire dal XVIII secolo, la signoria di Bonsone passa a parecchi titolari del diritto feudale, come i Liti, i Lascaris, gli Chabaud ed i De Gubernatis.
Il comune di Bonsone, fin dal 1388, ha seguito, con tutta la contea di Nizza, le vicende storiche prima della Contea di Savoia e del Ducato di Savoia, e poi dopo il Congresso di Vienna, dal 1815 al 1860, le sorti del Regno di Sardegna-Piemonte.
Nella seconda metà del XIX secolo, con l'avvento d'una Repubblica durevole, l'oppressione dei signori sparisce, ma le catastrofi naturali persistono; il 23 febbraio 1887, un terremoto funesta il comune, e bisogna contare ugualmente le malattie e le invasioni d'insetti distruttori di raccolti.

## Società

### Evoluzione demografica
Abitanti censiti